# Diplectrum pacificum
Diplectrum pacificum là một loài cá biển thuộc chi Diplectrum trong họ Cá mú. Loài này được mô tả lần đầu tiên vào năm 1925.

## Phân bố và môi trường sống
D. pacificum có phạm vi phân bố rộng rãi ở Đông Thái Bình Dương. Loài này được tìm thấy từ phía nam bán đảo Baja California và vịnh California, dọc theo bờ biển Trung Mỹ và Nam Mỹ đến phía bắc Peru, bao gồm quần đảo Galapagos. D. pacificum sống xung quanh các rạn san hô ở vùng đáy cát, đôi khi gần các rạn đá phủ đầy cỏ dại, độ sâu khoảng từ 90 m trở lại.

## Mô tả
D. pacificum trưởng thành có chiều dài cơ thể lớn nhất đo được là 21 cm. Cá con có màu trắng với sọc giữa thân màu đen, kết thúc bởi đốm đen lớn trên gốc vây đuôi. Dải thứ hai màu đen ở lưng. Sọc của cá thể trưởng thành ít rõ ràng hơn và được thay thế bằng các vạch màu xám. Mõm và má có đốm cam. Có một đốm lớn màu hồng nhạt trên bụng, gần hậu môn. Vây đuôi xẻ thùy, viền trên màu đỏ, viền dưới màu trắng. Các vây có màu xám trắng.
Số gai ở vây lưng: 10; Số tia vây mềm ở vây lưng: 12 - 13; Số gai ở vây hậu môn: 3; Số tia vây mềm ở vây hậu môn: 7 - 8; Số tia vây mềm ở vây ngực: 16 - 18; Số vảy đường bên: 47 - 51; Số lược mang: 15 - 24.